# Caixas
Caixas is een gemeente in het Franse departement Pyrénées-Orientales (regio Occitanie) en telt 101 inwoners (2004). De plaats maakt deel uit van het arrondissement Perpignan.

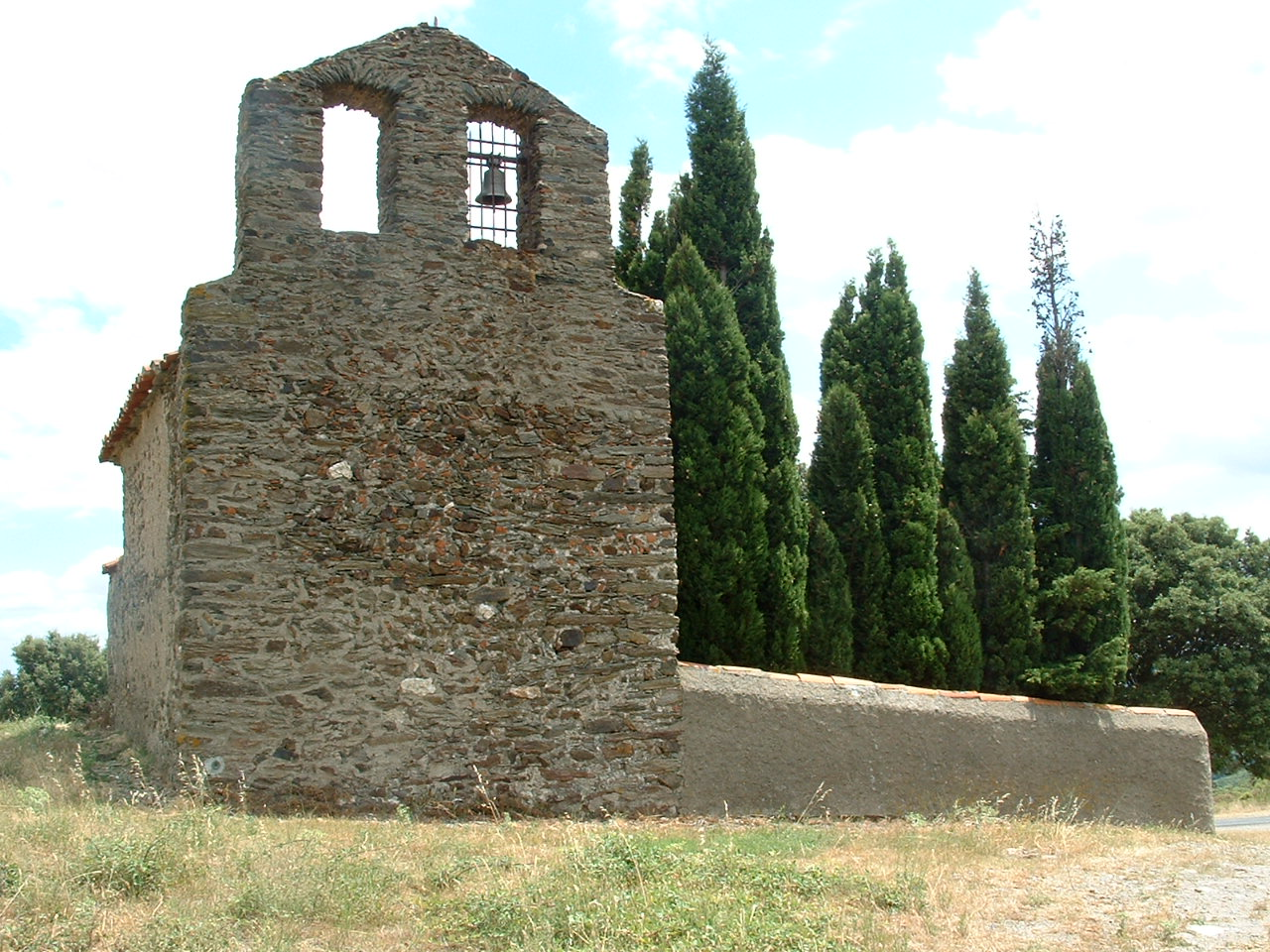
Kerk van Caixas
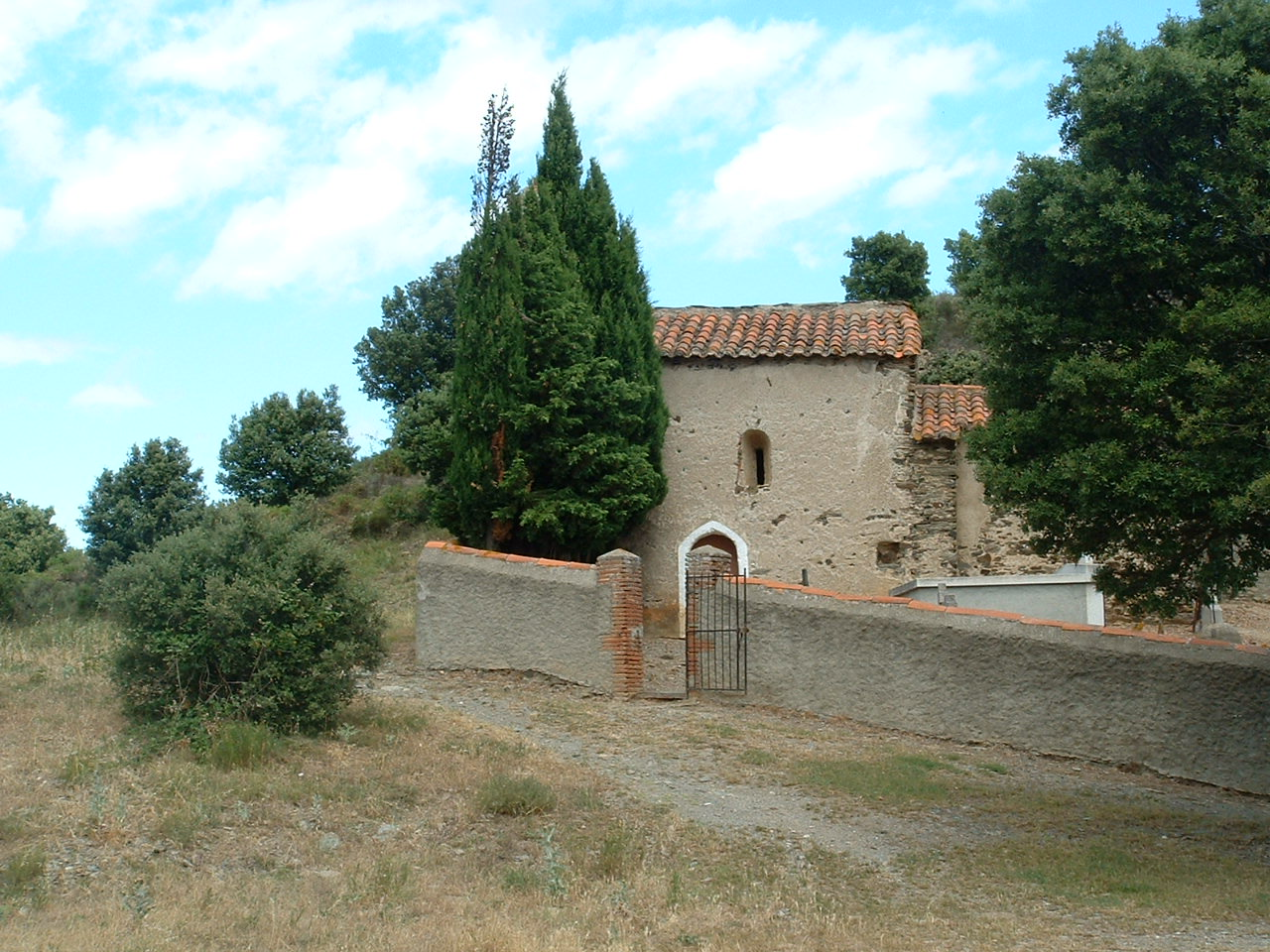
Kapel Sainte-Marie de Fontcouverte

## Geografie
De oppervlakte van Caixas bedraagt 28,0 km², de bevolkingsdichtheid is 3,6 inwoners per km².
De onderstaande kaart toont de ligging van Caixas met de belangrijkste infrastructuur en aangrenzende gemeenten.

## Demografie
Onderstaande figuur toont het verloop van het inwonertal (bron: INSEE-tellingen).